# Frontogènesi
La frontogènesi és un procés meteorològic d'estrenyiment dels gradients de temperatura horitzontals per produir fronts. Al final, es formen dos tipus de fronts: fronts freds i fronts càlids. Un front fred és una línia estreta on la temperatura disminueix ràpidament. Un front càlid és una línia estreta de temperatures més càlides i essencialment on es produeix gran part de la precipitació. La frontogènesi es produeix com a resultat d'una ona baroclínica en desenvolupament. Segons Hoskins i Bretherton (1972, pàg. 11), hi ha vuit mecanismes que influeixen en els gradients de temperatura: deformació horitzontal, deformació vertical, moviment vertical diferencial, alliberament de calor latent, fricció superficial, turbulència i mescla, i radiació. La teoria de la frontogènesi semigeostròfica se centra en el paper de la deformació horitzontal i el cisallament.

## Cinemàtica
La deformació horitzontal als ciclons de latitud mitjana concentra els gradients de temperatura: aire fred dels pols i aire càlid de l'equador.
El cisallament horitzontal té dos efectes sobre una parcel·la d'aire; tendeix a fer girar el paquet (penseu a col·locar una roda en un punt de l'espai i a mesura que bufa el vent, la roda gira) i deformar el paquet mitjançant l'estirament i la contracció. Al final, això també pot endurir el gradient de temperatura, però el més important, això fa girar un gradient de temperatura concentrat, per exemple, des de l'eix x fins a la direcció y.
Dins d'un cicló de latitud mitjana, aquestes dues característiques clau tenen un paper essencial en la frontogènesi. En un cicló típic de latitud mitjana, n'hi ha
- Al costat oest, vents del nord (N/H) o del sud (S/H) (associats amb aire fred) i
- a l'est del cicló, vents del sud (N/H) o del nord (S/H) (associats amb aire càlid); resultant en una deformació per tall horitzontal.

Al final, això resulta en concentrar una cisalla ciclònica al llarg d'una línia de cisalla màxima (que en aquest cas és el naixement d'un front fred).
A la banda est d'un cicló s'observa una deformació horitzontal que es converteix en confluència (resultat de translació + deformació).
La deformació horitzontal a nivells baixos és un mecanisme important per al desenvolupament tant de fronts freds com càlids (Holton, 2004).

## Elements de frontogènesi
El cisallament horitzontal i la deformació horitzontal dirigeixen a concentrar el gradient de temperatura pol-equador a una gran escala sinòptica (1000 km).
Les equacions quasi-geostròfiques fracassen en la dinàmica de la frontogènesi perquè aquest fenomen meteorològic és de menor escala en comparació amb el radi de Rossby; per tant s'utilitza la teoria semigeostròfica.
Generalment, el nombre de Rossby (la relació dels termes d'inèrcia i coriolis)s'empra per formular una condició de flux geostròfic.
- A la part davantera, el nombre de Rossby és de l'ordre de udu/dx/fv = (10 m/s)^2/(1000 km)/(1e-4 s-1)/(1 m/s) = 1; això demostra que no podem ignorar el terme inercial (cal tenir en compte el vent ageostròfic).

- Al llarg del davant, el nombre de Rossby és de l'ordre de udv/dx/fu = (10 m/s)/(1000 km)*(1e-4 s-1)*(10 m/s) = 0,01, el que significa que està en balanç de vent geostròfic i tèrmic.

Finalment, mirant una secció transversal (y-z) a través del flux confluent, utilitzant vectors Q (Q apuntant cap amunt), al costat càlid (part inferior de l'esquema confluent), hi ha moviment ascendent i, d'altra banda, el fred. lateral (part superior de l'esquema confluent), hi ha moviment cap avall.
La secció transversal assenyala la convergència (fletxes apuntant les unes cap a les altres) associada amb l'enduriment del gradient de temperatura horitzontal.
Per contra, es nota una divergència (les fletxes s'allunyen una de l'altra), associada a l'estirament del gradient de temperatura horitzontal. Com que la força del flux ageostròfic és proporcional al gradient de temperatura, les tendències d'estrenyiment ageostròfic creixen ràpidament després de la intensificació geostròfica inicial.

## Desenvolupament de la circulació frontogenètica
Durant la frontogènesi, el gradient de temperatura s'estreny i, com a resultat, el vent tèrmic es desequilibra. Per mantenir l'equilibri, el vent geostròfic a dalt i a sota s'ajusta, de manera que es formen regions de divergència/convergència. La continuïtat de la massa requeriria un transport vertical de l'aire al llarg del front fred on hi ha divergència (pressió reduïda). Encara que aquesta circulació es descriu per una sèrie de processos, en realitat s'estan produint al mateix temps, observables al llarg del front com una circulació tèrmicament directa. Hi ha diversos factors que influeixen en la forma final i la inclinació de la circulació al voltant del front, determinant finalment el tipus i la ubicació dels núvols i la precipitació.

## Equació tridimensional
La forma tridimensional de l'equació de frontogènesi és
{\displaystyle {\begin{alignedat}{3}F={\frac {1}{|\nabla \theta |}}\cdot {\frac {\partial \theta }{\partial x}}\left\{{\frac {1}{C_{p}}}\left({\frac {p_{\circ }}{p}}\right)^{\kappa }\left[{\frac {\partial }{\partial x}}\left({\frac {dQ}{dt}}\right)\right]-\left({\frac {\partial u}{\partial x}}{\frac {\partial \theta }{\partial x}}\right)-\left({\frac {\partial v}{\partial x}}{\frac {\partial \theta }{\partial y}}\right)-\left({\frac {\partial w}{\partial x}}{\frac {\partial \theta }{\partial z}}\right)\right\}\\+{\frac {\partial \theta }{\partial y}}\left\{{\frac {1}{C_{p}}}\left({\frac {p_{\circ }}{p}}\right)^{\kappa }\left[{\frac {\partial }{\partial y}}\left({\frac {dQ}{dt}}\right)\right]-\left({\frac {\partial u}{\partial y}}{\frac {\partial \theta }{\partial x}}\right)-\left({\frac {\partial v}{\partial y}}{\frac {\partial \theta }{\partial y}}\right)-\left({\frac {\partial w}{\partial y}}{\frac {\partial \theta }{\partial z}}\right)\right\}\\+{\frac {\partial \theta }{\partial z}}\left\{{\frac {p_{\circ }^{\kappa }}{C_{p}}}\left[{\frac {\partial }{\partial z}}\left(p^{-\kappa }{\frac {dQ}{dt}}\right)\right]-\left({\frac {\partial u}{\partial z}}{\frac {\partial \theta }{\partial x}}\right)-\left({\frac {\partial v}{\partial z}}{\frac {\partial \theta }{\partial y}}\right)-\left({\frac {\partial w}{\partial z}}{\frac {\partial \theta }{\partial z}}\right)\right\}\end{alignedat}}}
on cada dimensió comença amb un terme diabàtic; en la direcció {\displaystyle x}
{\displaystyle {\frac {1}{C_{p}}}\left({\frac {p_{\circ }}{p}}\right)^{\kappa }\left[{\frac {\partial }{\partial x}}\left({\frac {dQ}{dt}}\right)\right]}
en la direcció {\displaystyle y}
{\displaystyle {\frac {1}{C_{p}}}\left({\frac {p_{\circ }}{p}}\right)^{\kappa }\left[{\frac {\partial }{\partial y}}\left({\frac {dQ}{dt}}\right)\right]}
i en la direcció {\displaystyle z}
{\displaystyle {\frac {p_{\circ }^{\kappa }}{C_{p}}}\left[{\frac {\partial }{\partial z}}\left(p^{-\kappa }{\frac {dQ}{dt}}\right)\right]}.
L'equació també inclou termes horitzontals i verticals deformació; en la direcció {\displaystyle x}
{\displaystyle -\left({\frac {\partial u}{\partial x}}{\frac {\partial \theta }{\partial x}}\right)-\left({\frac {\partial v}{\partial x}}{\frac {\partial \theta }{\partial y}}\right)}
i en la direcció {\displaystyle y}
{\displaystyle -\left({\frac {\partial u}{\partial y}}{\frac {\partial \theta }{\partial x}}\right)-\left({\frac {\partial v}{\partial y}}{\frac {\partial \theta }{\partial y}}\right)}
i en la direcció vertical {\displaystyle z}
{\displaystyle -\left({\frac {\partial u}{\partial z}}{\frac {\partial \theta }{\partial x}}\right)-\left({\frac {\partial v}{\partial z}}{\frac {\partial \theta }{\partial y}}\right)}.
Els termes finals són el terme d'inclinació i el terme de divergència vertical; el terme d'inclinació se representa a l'equació de frontogènesi tridimensional en les direccions {\displaystyle x} i {\displaystyle y}
{\displaystyle -\left({\frac {\partial w}{\partial x}}{\frac {\partial \theta }{\partial z}}\right)}
{\displaystyle -\left({\frac {\partial w}{\partial y}}{\frac {\partial \theta }{\partial z}}\right)}
i el terme divergència vertical és present com
{\displaystyle -\left({\frac {\partial w}{\partial z}}{\frac {\partial \theta }{\partial z}}\right)}